# دان دبليو. براون
دان دبليو. براون (بالإنجليزية: Dan W. Brown)‏ هو طبيب بيطري وسياسي أمريكي، ولد في 22 ديسمبر 1950 في الولايات المتحدة. حزبياً، نشط في الحزب الجمهوري. وقد انتخب عضو مجلس ولاية ميزوري.